# Храм Провидения Божия (Варшава)
Храм Провидения Божия (пол. Świątynia Opatrzności Bożej) — католическая церковь в Варшаве, Польша.

## История
Идеей сооружения храма стало благодарственное приношение по случаю утверждения польским Четырёхлетним сеймом Конституции 3 мая 1791 года. Польская конституция стала первой в Европе и второй в мире после американской конституции 1787 года. Польский сейм принял решение построить Храм Провидения Божьего, который стал бы светским храмом, соответствующий идеалам Эпохи Просвещения по проекту архитектора Якуба Кубицкого.
В первую годовщину принятия Конституции — 3 мая 1792 года на территории нынешнего Варшавского ботанического сада состоялась церемония закладки краеугольного камня. Строители успели только построить одну колону.
Вследствие разделов Речи Посполитой Польша потеряла независимость в 1795 году и реализация проекта по строительству храма приостановилась. Когда Польша восстановила свою независимость в 1918 году, новый польский Сейм обновил решение 1791 года. В 1930 году объявлен конкурс на проект здания. Первую премию получил архитектор Богдан Пневский, но строительство так и не началось до войны 1939 года.
По инициативе примаса Польши, кардинала Юзефа Глемпа, Сейм 23 октября 1998 года снова подтвердил своё решение от 1791 года. Избрано место строительства в центре нового жилого района Вилянув. В новом конкурсе победил проект профессора Марека Будзинского.
Этот проект получил очень высокую оценку жюри. Постмодернистский проект предусматривал храм в форме земляного кургана со скрытой в нём структурой здания. Все ожидали, что новый храм станет шедевром современной архитектуры.
Примас Глемп сначала одобрил этот проект, но потом неожиданно аннулировал решение жюри и поручил создать новый проект, уже без конкурса, архитектору Леху Шимборскому, который предложил традиционный костёл в форме шестигранника с куполом. Жители Варшавы вскоре присвоили ему шуточное название «лимонной соковыжималки».
2 мая 2002 года заложен первый камень. Строительство началось 25 февраля 2003 года. Было предусмотрено, что строительные работы будут оплачены из добровольных взносов верующих католической церкви, но вскоре оказалось, что необходима и помощь государства.
Правительство Польши согласилось профинансировать строительство Музея Иоанна Павла Второго, который будет находиться в будущем здании храма. В крипте храма уже действует мемориальная усыпальница Пантеон великих поляков.
Храм был официально открыт в День независимости Польши, 11 ноября 2016 года, кардиналом Казимежем Нычем, архиепископом Варшавским. В церемонии приняли участие президент Анджей Дуда, премьер-министр Беата Шидло, спикеры обеих палат парламента и другие политики. Официальное открытие не означает, что все строительные работы завершены, так как некоторые доработки ещё необходимы.
В апреле 2024 года Храм стал местом съёмок популярного американского научно-фантастического сериала «Основание» (3-й сезон). По сценарию, Храм становится местом убежища для людей, создающих общину. Из декораций на Храм добавили лишь полотна с символами. Вырученные средства позволят профинансировать важный элемент модернизации энергетической инфраструктуры храма, что значительно сократит расходы на электроэнергию, составляющую огромную часть постоянных эксплуатационных расходов комплекса.

## Галерея

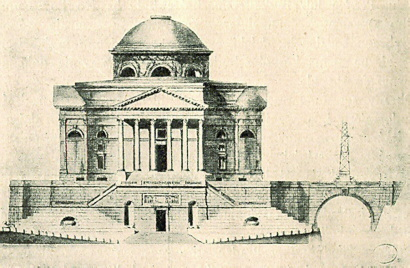
Проект архитектора Якуба Кубицкого 1792 года.
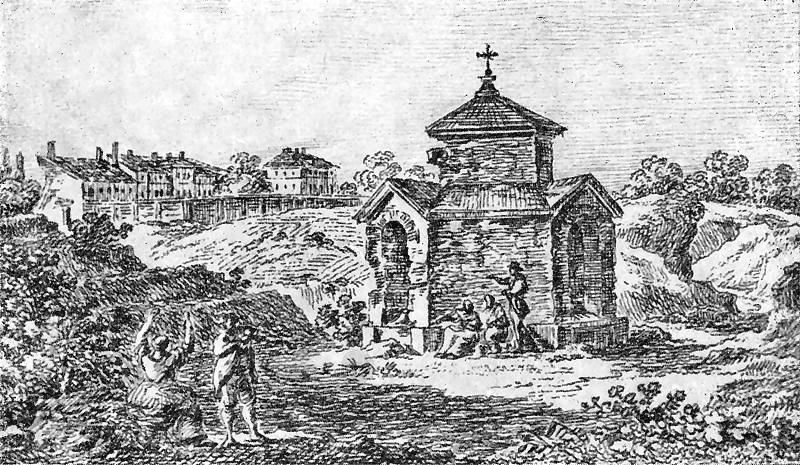
Часовня, построенная из первой колоны первого храма 1792 года.
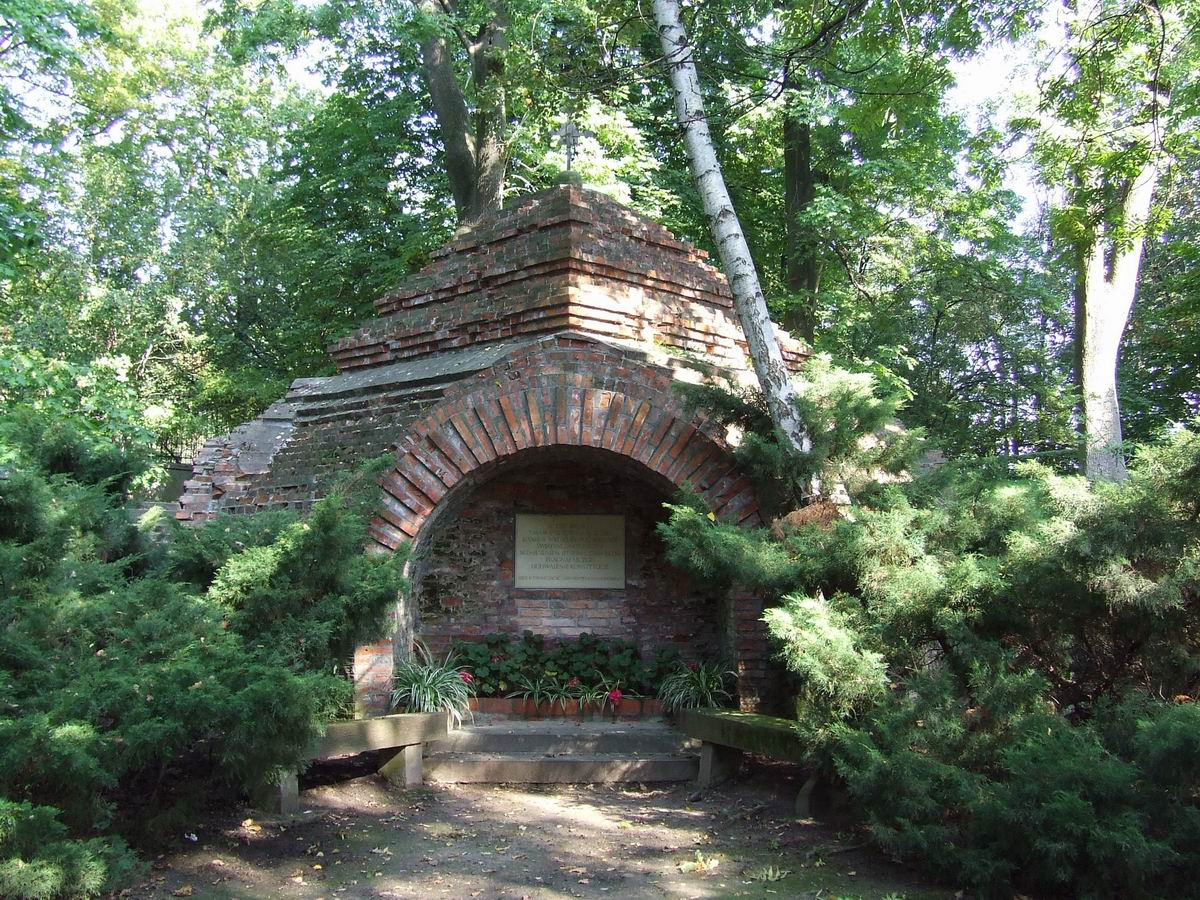
Остатки первого храма в Варшавском  ботаническом саду
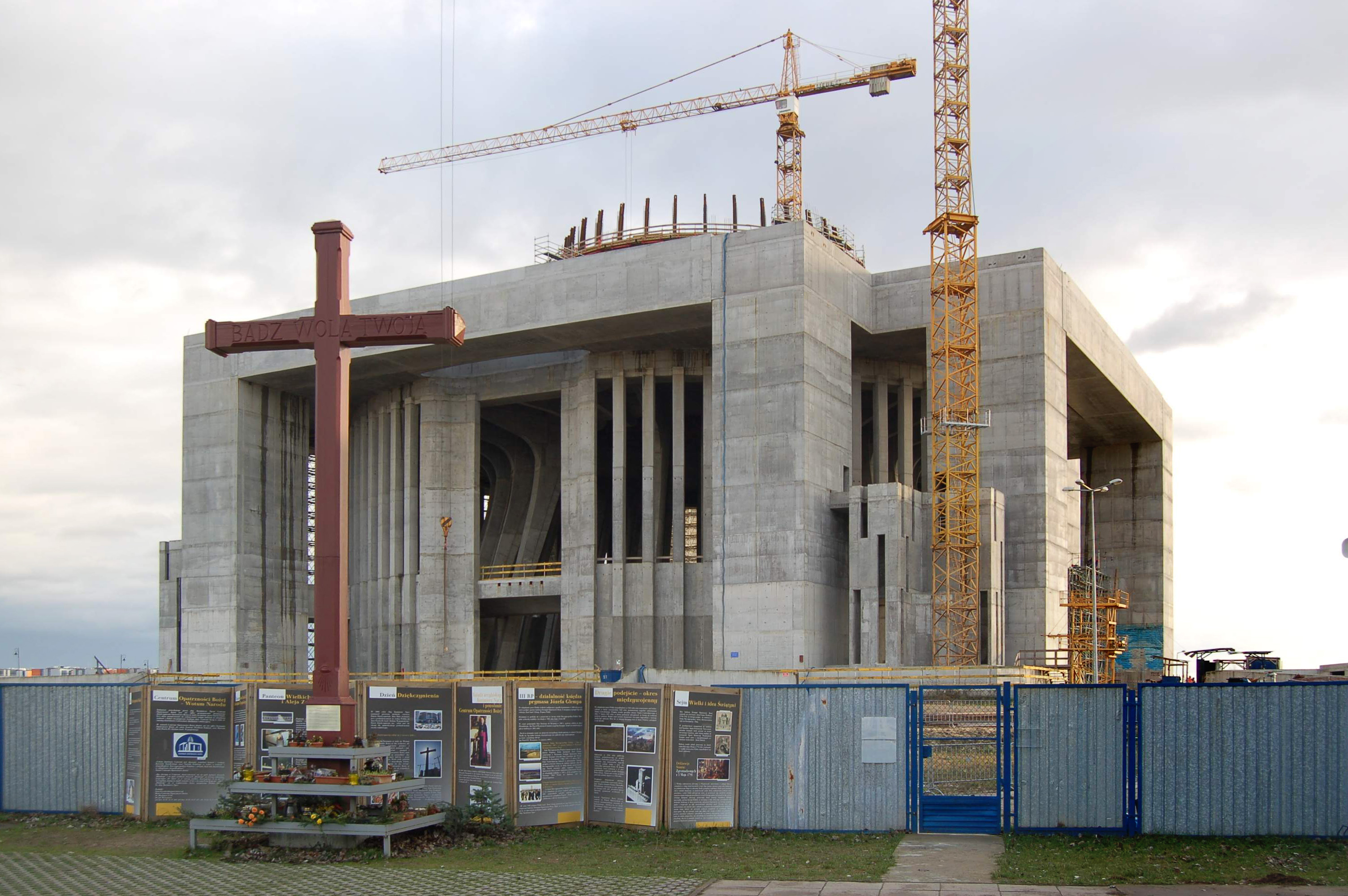
Состояние строительства храма 22.11.2009
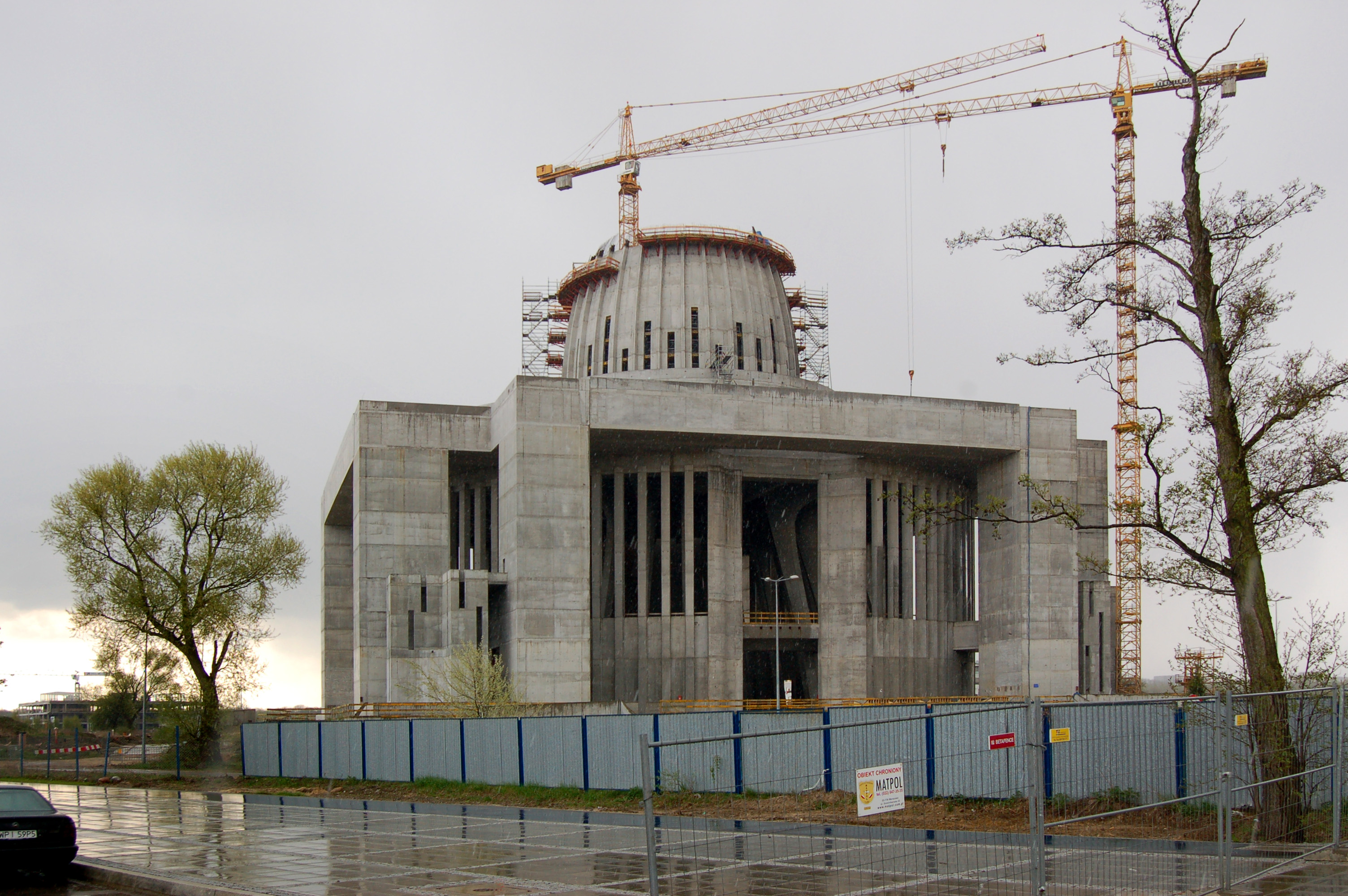
Состояние строительства храма 22.04.2010
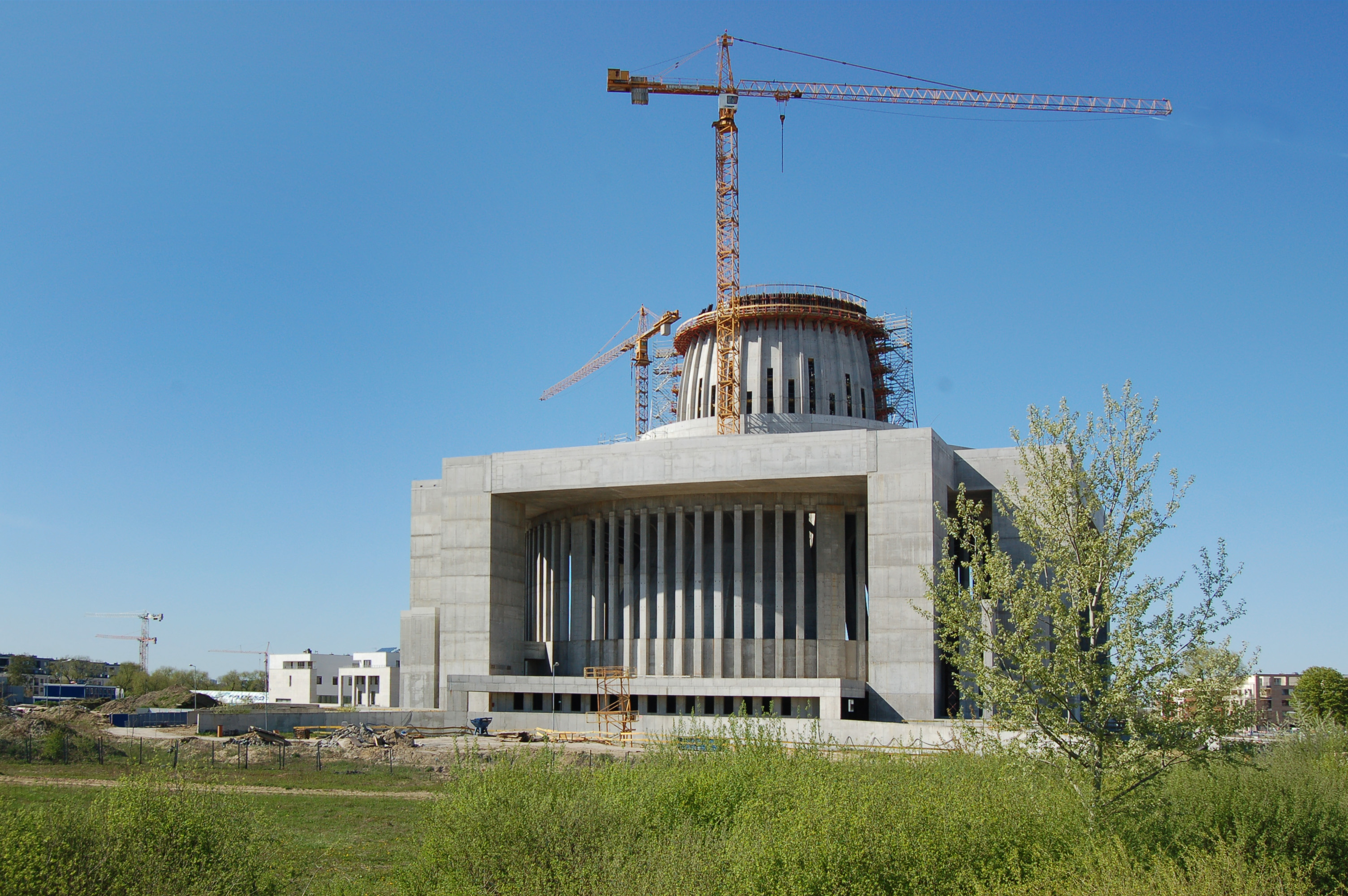
Состояние строительства храма 25.04.2010
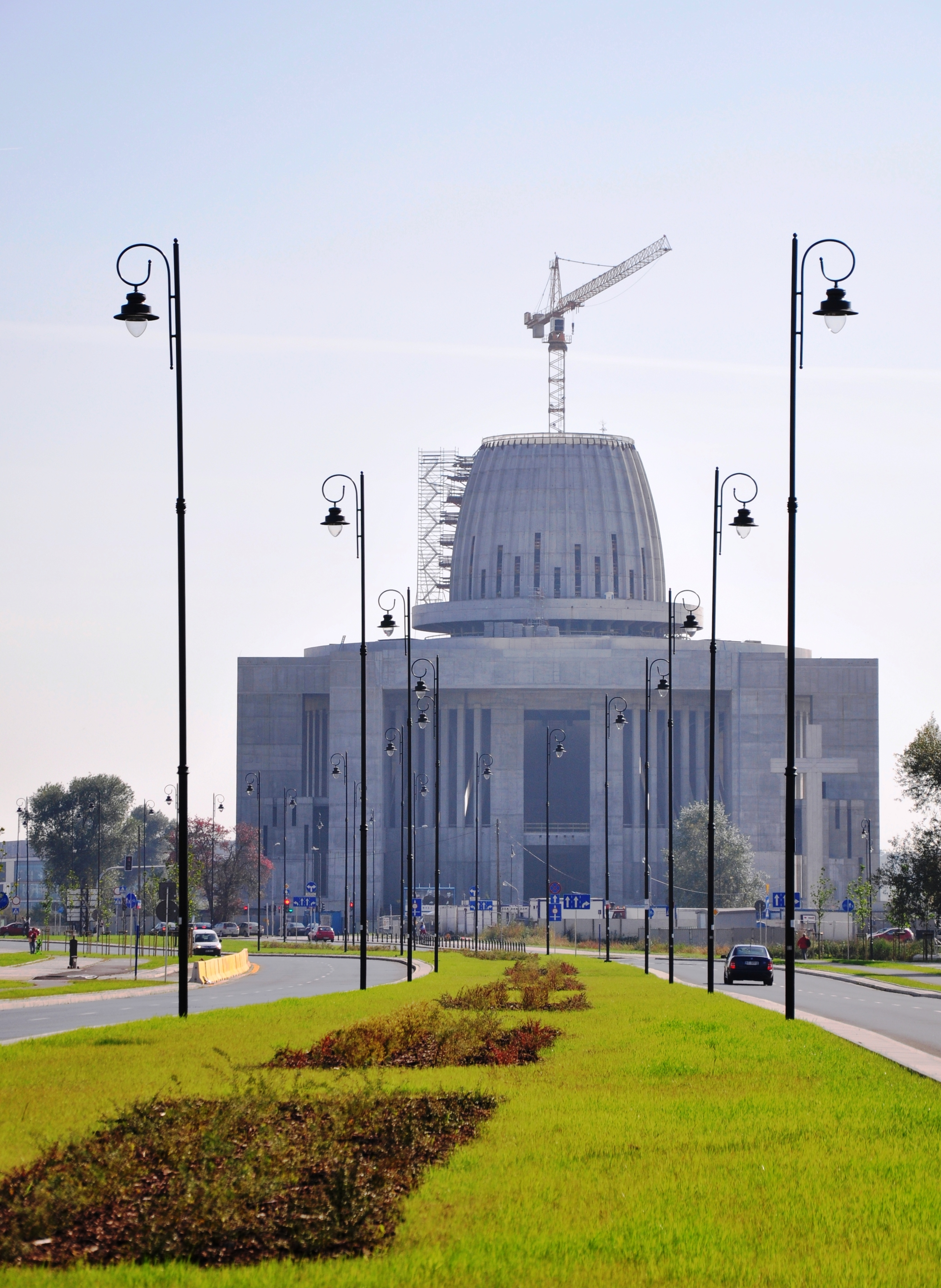
Состояние строительства храма 25.09.2010